# ポーランドAとポーランドB

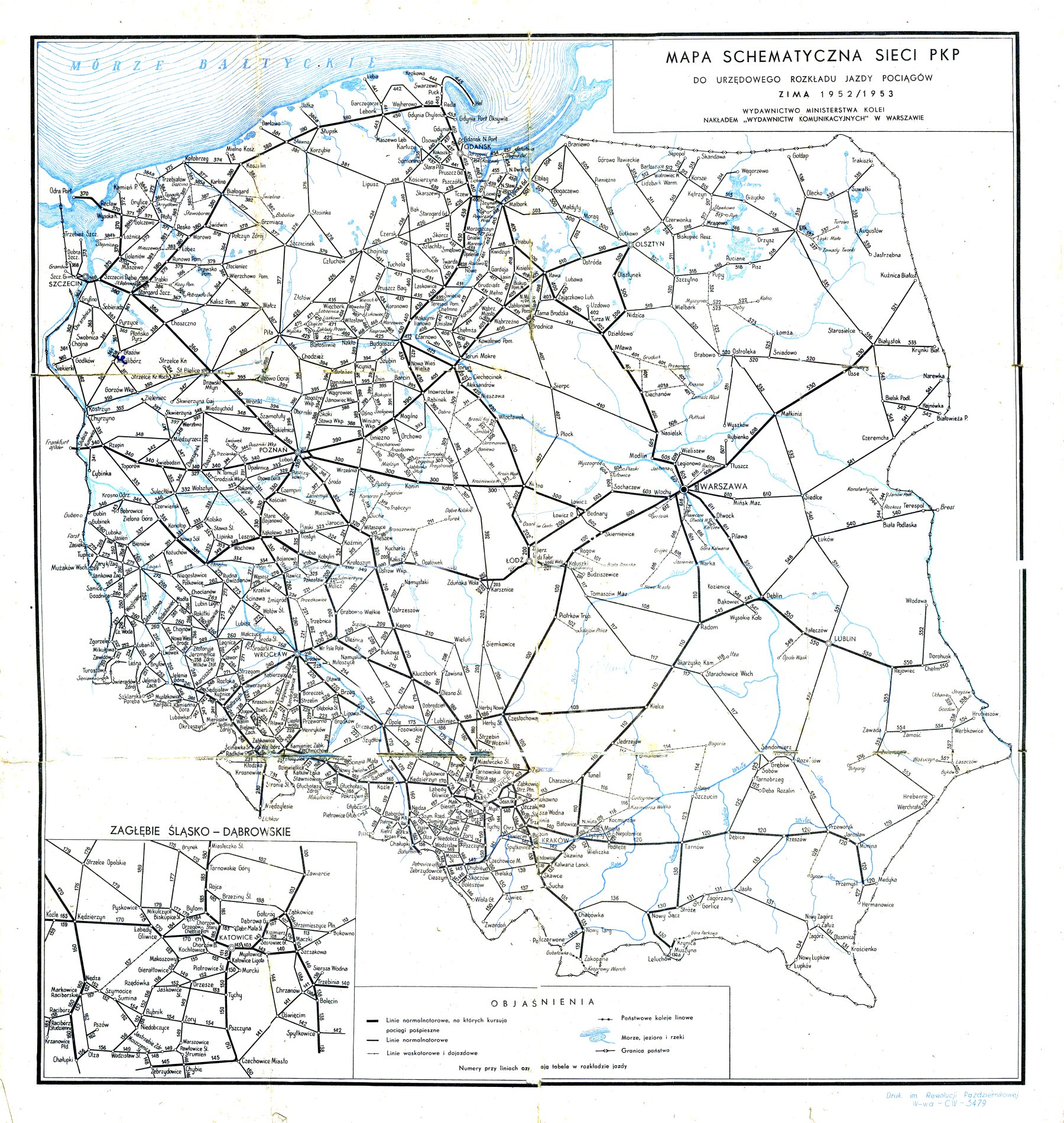
1953年のポーランドの鉄道網。西部の鉄道網が密集しているのは、旧来の石炭産業と高度に工業化したドイツ帝国の一部をなしたという歴史の遺産である。

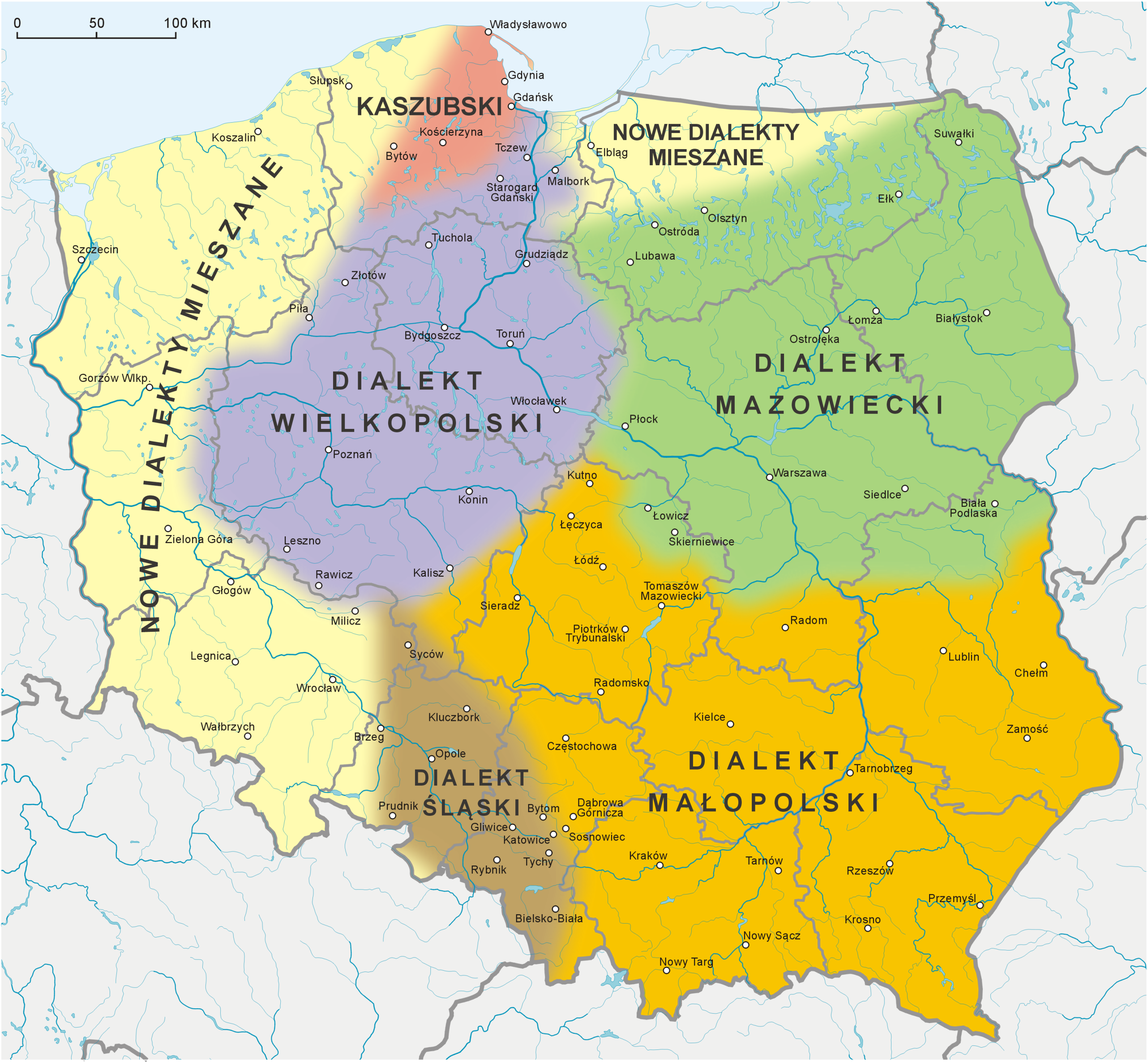
ポーランド語の主要な方言の地図。新混合方言の境目は旧回復領の境界線とほぼ一致。

2007年議会選挙のポーランド上院の結果を示すポーランドの行政地図。オレンジはリベラル派の市民プラットフォーム、青は保守派の法と正義が取得した議席の分布。西部と東部の支持政党の差異が顕著である。

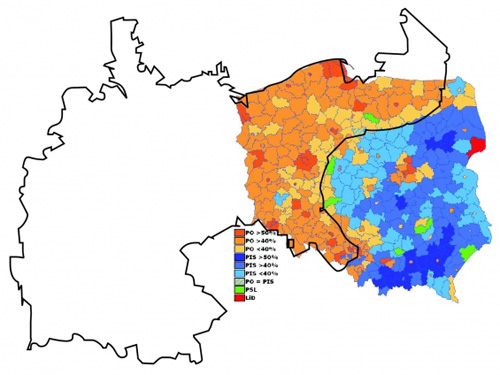
2007年ポーランド議会選挙の選挙区別の結果と旧ドイツ帝国の領土の比較

ポーランドAとポーランドB（ポーランド語: Polska A i B）は、歴史的、政治的、文化的な違いの文脈で、ポーランドの西部と東部を指す言葉である。旧ドイツ帝国領の地域にあたる「ポーランドA」は、それ以外の地域にあたる「ポーランドB」より政治・経済・文化的にはるかに発達している。

## 概要
統計によると、ポーランドの最も裕福な都市はワルシャワ、グダニスク、ヴロツワフ、ポズナンであり、ワルシャワを除けばいずれも西部にある。一方、主要都市のうち、外部投資の少ないのはジェシュフ、ルブリン、オルシュティン、ビャウィストクであり、いずれも東部にある。
しかし、失業の統計はむしろ反対の傾向を示している。つまりポーランド北西部の失業率は東部と中央部より高くなっている。2014年のデータによると、北西部のクヤヴィ・ポモージェ県と西ポモージェ県の失業率は最も高かった。一方、東部のマゾフシェ県の失業率は最も低かった。
なお、ポーランド商工会議所の幹事長、マレク・クウォチコ（Marek Kłoczko）は2007年のインタビューで、ポーランドの地域は3つの別々のカテゴリを形成していると述べた。「ポーランドA」は大都市、「ポーランドB」はその他の地域、「ポーランドC」はヴィスワ川の東にある平野地帯と国立公園（クウォチコは「ポーランドZ」と命名）と定義されており、それぞれの地域に独自な経済政策が必要であると述べた。

## 由来
歴史は「ポーランドA」と「ポーランドB」の差を作り出した主な要因である。18世紀のポーランド分割などにより、西部と東部は異なる開発政策の下に置かれた。旧ドイツ東部領土とプロイセン領ポーランドでははるかに大規模な工業開発が行われ、オーストリア帝国領のクラクフ大公国とロシア帝国領のポーランド立憲王国地域より早い段階で近代化された。

## 参考資料
1. ↑  Wiesław Samecki, Ekonomia 3: Centralny Okręg Przemysłowy 1936–1939, Wydawnictwo Uniwersytetu Wrocławskiego, 1998, ISBN 83-229-1634-5. Introduction.
2. 1 2 3 4  Iwona Borkowska, Polska Polsce nierówna, Raport Polska.pl 2008-06-04. Internet Archive. Retrieved December 16, 2014.
3. ↑  “Stopa bezrobocia 2014”. Map of unemployment by region 2014.   eGospodarka.pl. 2015年4月8日時点のオリジナルよりアーカイブ。2015年4月8日閲覧。
4. ↑  “Unemployment in Poland in February 2014”. Raporty i prognozy.   eGospodarka.pl. 2021年6月29日閲覧。